# Rémalard
Rémalard est une ancienne commune française, située dans le département de l'Orne en région Normandie, intégrée le 1er janvier 2016 à la commune nouvelle de Rémalard en Perche.

## Géographie

### Situation
La commune est au cœur du Perche, au sud-est du département de l'Orne. Son bourg est à 16 km au nord de Nogent-le-Rotrou, à 19 km à l'est de Bellême, à 21 km à l'ouest de La Loupe et à 22 km à au sud-est de Mortagne-au-Perche.

### Communes limitrophes
Ce tableau indique les anciennes communes en indiquant le cas échéant la commune nouvelle dont elles font partie (entre parenthèse, en petits caractères).
| Bizou, Boissy-Maugis (Cour-Maugis sur Huisne) | Le Mage                 | Le Mage, Moutiers-au-Perche  |
| Boissy-Maugis (Cour-Maugis sur Huisne)        | Rémalard                | Dorceau (Rémalard en Perche) |
| Bellou-sur-Huisne (Rémalard en Perche)        | Saint-Germain-des-Grois | Dorceau (Rémalard en Perche) |

### Relief et hydrographie
L'Huisne, affluent de la Sarthe, constitue la limite sud-ouest du territoire dont elle sort au sud-est : elle attire les pêcheurs en saison, et la pratique du canoë-kayak se fait en hautes eaux. La rivière reçoit de nombreux affluents en amont, descendant les collines du Perche pour assurer un régime abondant.

### Voies de communication et transports
La ville était autrefois desservie par la gare de Rémalard-Bellou-sur-Huisne. L'ancienne voie ferrée Condé-sur-Huisne - Mortagne-au-Perche - Alençon, à l'abandon depuis 30 ans environ, suit le cours de l'Huisne. Une voie verte suivant ce tracé est ouverte depuis juin 2010 entre rivières et bois sur l'ensemble des 62 km, entre Condé-sur-Huisne et Alençon.

### Paysages et activités
L'utilisation du territoire de la commune est encore essentiellement agricole.
Le territoire est ponctué de collines boisées. De petits bois parsèment la commune, contribuant au maintien d'une vie « sauvage » : chevreuils, sangliers, petit gibier abondent. 
Les moulins, manoirs, chapelle, église illustrent la richesse du patrimoine bâti et culturel de Rémalard.

## Toponymie

### Mentions anciennes
La localité est mentionnée au XIe siècle sous le nom de Remalast, en 1099.

### Étymologie du nom de la commune
Une hypothèse généralement admise est que « Rémalard » est constitué de deux éléments :
- « ré » (anciennement rei), issu du mot gaulois ritu (« gué »), proche du vieux gallois rit (gallois actuel rhyd).
- « malard », anciennement malast, contraction d'une formule latine (male adsitum).

Le nom de Rémalard viendrait d'une phrase latine Ritum ad male adsitum, « le gué mal placé », « le mauvais gué », désignant le gué sur la rivière Huisne situé l'emplacement du pont actuel. 

### Informations diverses sur le nom de la commune
En parler local (patois), Rémalard se prononce Roumalard, ce qui reprend la prononciation du XVe siècle.
Au cours de la Révolution française, durant le mandat de la Convention nationale (septembre 1792-octobre 1795) sous la Première République, notamment à l'époque de la Terreur, la commune est appelée Rémal-la-Montagne.
Le gentilé de la commune est Rémalardais.

## Histoire

### Période de la maison de Thymerais
Ingulphe Ribaud (Ribald) de Dreux, vassal du roi de France Robert le Pieux fut seigneur de Rémalard (Regmalard)[réf. nécessaire]. Il possédait également  Senonches, Brezolles, Sorel-Moussel et de nombreux biens à Dreux. Dès lors, l'histoire de la ville se mêle intimement aux barons de Châteauneuf-en-Thymerais issus de Ribaud de Dreux, qui régnèrent sur le Thymerais jusqu'au XIIIe siècle.
L'un d'eux, Hugues de Châteauneuf, qui avait épousé Mabile fille de Roger de Montgommery et de Mabile de Bellême, donna asile à Châteauneuf, à Robert Courteheuse, révolté contre son père le roi-duc Guillaume le Conquérant à la suite d'une brouille avec ses frères et de l'échec de la prise du château de Rouen. Guillaume le Conquérant vint alors faire, en 1078, le siège de Regmalard, qui finit par se rendre. Il était accompagné de Rotrou III du Perche, comte de Mortagne, alors seigneur suzerain de Regmalard.
Lors du siège de Rémalard en 1077, Guillaume le Conquérant fit élever plusieurs mottes défensives sur le territoire actuel de la commune de Bellou-sur-Huisne, dont l'une sur le site de la Butte (sud-est), et l'autre probablement à la Coudorière (sortie ouest de Bellou) coupée en deux au XIXe siècle par la route de Bellême. D'autres mottes ont vraisemblablement existé au Chatelier (Rémalard) et à Beauregard (Dorceau). Les restes de la forteresse (butte du Château) furent détruits par les Anglais au cours du XVe siècle. Les derniers vestiges furent rasés vers 1820, et utilisés comme remblais et pour la construction de maisons rue des Moulins.
Rémalard passe peu après le siège aux mains d'une nouvelle famille de seigneurs ou châtelains, peut-être apparentés aux Châteauneuf, en tout cas leurs vassaux ou alliés : on trouve Payen († 1093), Yves puis son fils Gasce (Gasse), croisé en 1202 lors de la IVe croisade.

### Période de la maison de Rotrou (XIIIesiècle)
Au XIIIe siècle, Rémalard rejoint un groupe de seigneuries percheronnes en possession des Rotrou comtes du Perche, entre Nogent-le-Rotrou et Mortagne : Préaux, Le Theil (ou Le Thil), Mauves, La Ventrouze, Feuillet... À leur extinction au début du XIIIe siècle la succession est disputée en descendance féminine : cet ensemble passe à Jacques de Château-Gontier avec Nogent, puis le roi Louis IX, qui annexe le Perche au domaine royal en 1227, se le fait remettre et le donne à Thibaud de Champagne-Navarre († 1253 ; par ailleurs issu des Rotrou par son ancêtre Julienne du Perche, fille de Geoffroy II, femme de Gilbert de Laigle et mère de Marguerite de L'Aigle qui épouse García V Ramirez de Navarre au XIIe siècle : Marguerite et Garcia sont les ancêtres directs de Thibaud ; Thibaud était aussi un proche parent des Capétiens et de Blanche de Castille mère de Saint Louis ; de plus l'ancien Perche était féodalement vassal du comté de Chartres, lui-même vassal du comté de Champagne, comme le comté de Blois). Le duc Jean Ier de Bretagne (de la maison capétienne de Dreux) acquiert cet ensemble, avec Nogent-le-Rotrou (vers 1262 ?), du droit de sa femme Blanche de Navarre fille de Thibaut Ier. Les ducs de Bretagne, ses successeurs, en héritent jusqu'à Arthur II, époux en deuxièmes noces de Yolande de Dreux comtesse de Montfort (-l'Amaury), petite-fille de Jeanne de Châteaudun (les Châteaudun sont étroitement apparentés aux Rotrou). Nogent-le-Rotrou passe alors à leur fille Jeanne de Bretagne, épouse de Robert de Cassel, puis à leur descendance dans les Bar (-le-Duc) puis dans les Luxembourg-St-Pol, enfin dans les Bourbon-Vendôme, d'où les Condé que nous retrouverons plus bas. Le Theil passe au duc Jean IV, petit-fils d'Arthur II et Yolande, puis à sa fille Jeanne épouse de Jean Ier d'Alençon : leur fils Jean II d'Alençon est sire du Theil. Puis Le Theil (Le Thil) rejoint le sort commun de Rémalard et Préaux.

### Période de la maison de Bourbon-Vendôme (fin du Moyen Âge et Temps modernes)
Rémalard et Préaux passent à une autre fille d'Arthur II et Yolande, Alix de Bretagne, qui épouse Bouchard VI comte de Vendôme (XIVe siècle ; Maison de Montoire ; puis succession dans les Bourbon-Vendôme). Ainsi, Jean bâtard de Vendôme (fils du comte Louis) est seigneur de Préaux au XVe siècle.
Son demi-frère le comte Jean VIII de Bourbon-Vendôme (†  1477), mari de Jeanne de Beauvau dame de La Roche-sur-Yon, transmet Rémalard, Préaux et Le Theil à sa fille Jeanne dame de La Roche-sur-Yon, qui épouse Louis de Joyeuse comte de Grandpré et sire de Bo(u)théon. Leur fils François a une fille, Jeanne de Joyeuse, qui transmet au XVIe siècle ces fiefs (sauf Grandpré qui passe à son oncle paternel Robert de Joyeuse ; et La Roche-sur-Yon cédé vers 1484 par sa grand-mère Jeanne à son propre frère Louis, dernier fils du comte Jean VIII et mari de Louise de Montpensier) à son mari François de Montmorin sire de Saint-Hérem en Auvergne (mariage en 1526). Après leur fils aîné Gaspard, leur fils cadet Jean de Montmorin-St-Hérem hérite de Préaux et du Theil. Cependant, le château de Bothéon est vendu aux Gadagne en 1561, et Rémalard est cédé par François ou son fils Gaspard aux cousins Bourbon-Montpensier princes de La Roche-sur-Yon issus de Louis ci-dessus, puis aux cousins Bourbon-Vendôme par ailleurs héritiers de Nogent-le-Rotrou comme on l'a vu plus haut.
Rémalard et Nogent ont alors un destin commun pendant plus d'un siècle : ainsi, on trouve Rémalard aux mains de Jean de Bourbon, comte d'Enghien et de Soissons, fils cadet du duc Charles de Vendôme, puis de sa veuve et cousine germaine Marie II comtesse de Saint-Pol et duchesse d'Estouteville († 1601), fille de François Ier de Saint-Pol, dont c'était le douaire avec Montlandon et La Ferrière. Puis Rémalard passe aux cadets des Bourbon-Vendôme, les princes de Bourbon-Condé, issus du frère benjamin de Jean d'Enghien et Soissons : Louis Ier de Condé. Les Condé tentent de se constituer ainsi un bloc féodal percheron : le duché-pairie d'Enghien-le-Français est érigé en 1566, mais non enregistré.
Cependant le petit-fils du prince Louis, Henri prince de Condé cède Nogent-le-Rotrou et Rémalard en 1624 au grand Sully, aussi intéressé par un fief percheron. Nogent passe à son fils cadet François duc d'Orval et aux descendants de ce dernier, les Béthune d'Orval, mais Rémalard est cédé en 1658 à François de Riantz/Riants barons de Voré (châtellenie, à Rémalard) et de La Brosse, marquis de Villeray : il devient comte de Rémalard, comme son fils Charles Ier († 1690) et son petit-fils Charles II († 1710), dont la fille Marie-Louise († 1717) épouse Anne-Charles Goislard de Montsabert (à éclaircir : certains considèrent que Marie-Louise est directement la fille de Charles Ier, et qu'il n'y a pas de Charles II. François (-Charles ?) serait mort vers 1680-1690 et Charles entre 1690 et 1710 ?). Dès 1714, Rémalard est vendu à Bernard de Javeshac, qui vend en 1719 à Louis Fagon de La Moutonnière (en Eure-et-Loir), qui lègue en 1743 à sa légataire universelle Geneviève Dousseau/d'Ousseau veuve de Martial de Boderu. Finalement le philosophe matérialiste (ou déiste ?) des Lumières Helvétius l'acquiert dès cette même année 1743, et sa fille Geneviève porte par son mariage le château de Voré aux comtes alsaciens d'Andlau.
Quant à Préaux et Le Theil, ils restent aux Montmorin-St-Hérem : Jean ci-dessus < Gaspard († 1593) < Gilbert-Gaspard († 1660). Puis on les retrouve, probablement par une vente, dans la deuxième moitié du XVIIe siècle aux mains d’Élisabeth Le Féron († 1699) femme de Charles d'Albert d'Ailly duc de Chaulnes (Elisabeth était la fille de Dreu Le Féron parlementaire, sire de Savigny et Lormoy : -sur-Orge ?, et de Barbe Servien de Montigny, cousine du ministre Abel Servien et dame baronne de Longny-au-Perche). Ses héritiers vendent Préaux et Le Theil à Arnaud de Labriffe sire d'Amilly au Perche : cette famille de parlementaires, comtes d'Amilly et de Préaux, les garde jusqu'à la Révolution.

### Époque contemporaine (depuis 1789)

#### Période de la Révolution et de l'Empire (1789-1815)
En 1790, Rémalard, paroisse de la généralité d'Alençon et du diocèse de Sées sous l'Ancien Régime, devient une commune du département de l'Orne lors de la grande réforme de l'administration effectuée par l'Assemblée nationale constituante au début de la Révolution française. Elle fait aussi partie du district de Mortagne et du canton de Mortagne. En 1800, dans le cadre de la réforme du Premier Consul Napoléon Bonaparte (création des préfets et sous-préfets), elle est intégrée à l'arrondissement de Mortagne.

#### Dix-neuvième et vingtième siècles
Après la Première Guerre mondiale, un monument est mis en place en l'honneur des Rémalardais morts pour la France.

#### La création de la commune de Rémalard en Perche (2016)
Au début du XXIe siècle, une pression est exercée par le pouvoir central afin d'opérer des regroupements de communes, surtout dans les zones rurales.
Le 1er janvier 2016, Rémalard intègre avec Bellou-sur-Huisne et Dorceau la commune nouvelle de Rémalard en Perche. Elle est créée sous le régime juridique des communes nouvelles. La fusion est simple, sans création de communes déléguées. 
C'est le bourg de Rémalard qui devient chef-lieu de la commune nouvelle.

## Héraldique
| Blason de Rémalard | Blason  | D'azur aux trois fleurs de lys d'or, à la bande componée de gueules et d'argent de six pièces brochant sur le tout. |
| Blason de Rémalard | Détails | |

## Administration municipale
| Période                                  | Période       | Identité        | Étiquette | Qualité                          |
| ---------------------------------------- | ------------- | --------------- | --------- | -------------------------------- |
| 1995                                     | mars 2014     | Jean Maignan    |           | Enseignant                       |
| mars 2014                                | décembre 2015 | Patrick Rodhain | SE        | Cadre service public de l'emploi |
| Les données manquantes sont à compléter. |               |                 |           |                                  |

Le conseil municipal est composé de quinze membres dont le maire et quatre adjoints. Ces conseillers intègrent au complet le conseil municipal de Rémalard en Perche le 1er janvier 2016 jusqu'en 2020 et Patrick Rodhain est élu maire de la commune nouvelle.

### Budget et fiscalité 2015
En 2015, le budget de la commune était constitué ainsi :
- total des produits de fonctionnement : 948 000 €, soit 743 € par habitant ;
- total des charges de fonctionnement : 707 000 €, soit 555 € par habitant ;
- total des ressources d'investissement : 300 000 €, soit 236 € par habitant ;
- total des emplois d'investissement : 187 000 €, soit 147 € par habitant ;
- endettement : 634 000 €, soit 497 € par habitant.

Avec les taux de fiscalité suivants :
- taxe d'habitation : 12,44 % ;
- taxe foncière sur les propriétés bâties : 9,85 % ;
- taxe foncière sur les propriétés non bâties : 22,87 % ;
- taxe additionnelle à la taxe foncière sur les propriétés non bâties : 32,41 % ;
- cotisation foncière des entreprises : 11,14 %.

le 1er janvier 2016, création de la commune nouvelle de Rémalard en Perche en lieu et place des communes de Bellou-sur-Huisne (61042), de Dorceau (61147) et de Rémalard (61345).

## Démographie
Rémalard a compté jusqu'à 1 912 habitants en 1851.
| 1793  | 1800  | 1806  | 1821  | 1836  | 1841  | 1846  | 1851  | 1856  |
| ----- | ----- | ----- | ----- | ----- | ----- | ----- | ----- | ----- |
| 1 706 | 1 702 | 1 738 | 1 673 | 1 758 | 1 845 | 1 852 | 1 912 | 1 888 |

| 1861  | 1866  | 1872  | 1876  | 1881  | 1886  | 1891  | 1896  | 1901  |
| ----- | ----- | ----- | ----- | ----- | ----- | ----- | ----- | ----- |
| 1 839 | 1 874 | 1 745 | 1 798 | 1 717 | 1 743 | 1 750 | 1 616 | 1 571 |

| 1906  | 1911  | 1921  | 1926  | 1931  | 1936  | 1946  | 1954  | 1962  |
| ----- | ----- | ----- | ----- | ----- | ----- | ----- | ----- | ----- |
| 1 557 | 1 562 | 1 465 | 1 382 | 1 264 | 1 182 | 1 141 | 1 108 | 1 190 |

| 1968  | 1975  | 1982  | 1990  | 1999  | 2004  | 2009  | 2013  | - |
| ----- | ----- | ----- | ----- | ----- | ----- | ----- | ----- | - |
| 1 256 | 1 308 | 1 302 | 1 344 | 1 244 | 1 263 | 1 275 | 1 212 | - |

## Économie et tourisme
Cet ancien chef-lieu de canton, malgré sa position à l'écart des grands axes, garde un bon niveau de services et de commerces, soutenus par la fréquentation des résidents secondaires. La zone d'activité Saint-Marc concentre grandes surfaces (supermarché, jardinerie), le CDIS (centre de distribution assurant les tournées sur les cantons de Longny-au-Perche, Nocé et Rémalard) de la Poste, et quelques autres activités. L'activité proprement industrielle est située à l'ancienne gare, commune de Bellou-sur-Huisne.
L'activité touristique est importante pour la commune et le canton : la communauté de communes a la compétence Tourisme, dont l'outil est l'office de tourisme du Perche rémalardais (OTPR), installé dans le bourg, rue Marcel-Louvel. Il assure la coordination des activités associatives ou autres, et un lien étroit avec le parc naturel régional du Perche et l'écomusée du Perche à Saint-Cyr-la-Rosière.
Le complexe piscine-camping-tennis, situé sur le territoire de la commune de Bellou-sur-Huisne, est géré par la commune de Rémalard.

## Lieux et monuments

### L'église Saint-Germain-d'Auxerre

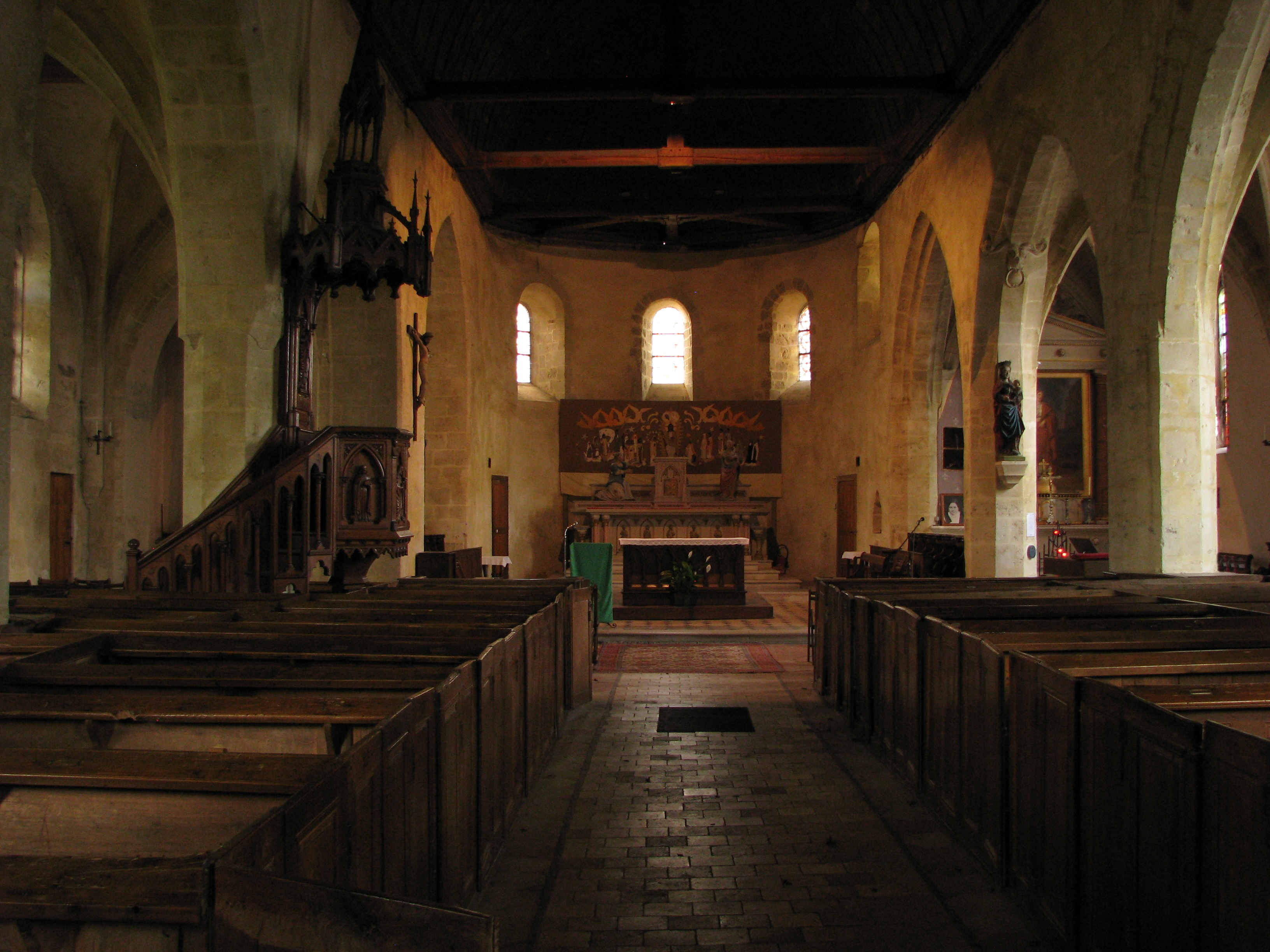
L'église Saint-Germain : le chœur et l'abside.

L'église Saint-Germain-d'Auxerre, bel édifice d'origine romane, est érigée sur une butte plantée de marronniers, à l'emplacement de l'ancien cimetière. Elle est dotée d'une abside romane remaniée et d'un portail sur avant-corps à double archivolte sur piliers engagés (XIIe siècle). Son clocher sur plan carré, avec tourelle d'escalier, rehaussé au milieu du XIXe, est terminé par une toiture en dôme et lanternon. L'édifice est classé au titre des monuments historiques par arrêté du 25 septembre 1930.
Au XVIe siècle, il est fait adjonction de deux collatéraux avec arcades et piliers prismatiques. Maître-autel néo-gothique. Dans le chœur, travail naïf du XVIe siècle, provenant d'une poutre de gloire : saint Jean et sainte Marie Madeleine : ces deux statues sont restaurées en septembre 2012 et positionnées sur un pilier.
Dans la chapelle sud l'autel, le tabernacle et le retable sont du XVIIIe. Un tableau représente sainte Barbe. Chapelle funéraire de la famille d'Andlau. Chapelle nord : autel classique, fin XVIIIe. Sur un pilier, Vierge à l'oiseau du XVe (don de la famille Jouvin). Fonts baptismaux XVIIIe, encadrés de deux tableaux du XVIIe récemment restaurés. Stalles et chaire néo-gothiques, fin XIXe. Vitraux du XIXe (pour la plupart de 1894) de Lorin, à Chartres. Ils comprennent également un vitrail faisant office de monument aux morts de la Grande Guerre. Certains vitraux sont indiqués comme dons de diverses familles, dont la famille Mirbeau.

#### L'orgue Damien
L'orgue Damien (1859), classé au titre objet en 1983, est restauré et en parfait état de fonctionnement. Une nouvelle association, l'association Patrimoine et Orgue de Rémalard (APOR), s'est créée en 2010 pour assurer plus particulièrement son entretien et organiser des concerts.
Les frères Damien, facteurs d'orgue, étaient établis à Gaillon (Eure). À Louviers, le premier orgue de chœur qui ait existé était en très mauvais état. On sait qu’en 1855, il est monté par le facteur d’orgue Damien, du Goulet, localité à proximité de Saint-Pierre-la-Garenne entre Gaillon et Vernon. Les frères Damien avaient probablement construit cet orgue pour qu’on fasse appel à eux pour l’entretien.
D'autres orgues Damien existent : à l'église Saint-Denis de Hellemmes (Nord), à l'église Saint-Pierre du Sap (Orne)…

### Autres lieux

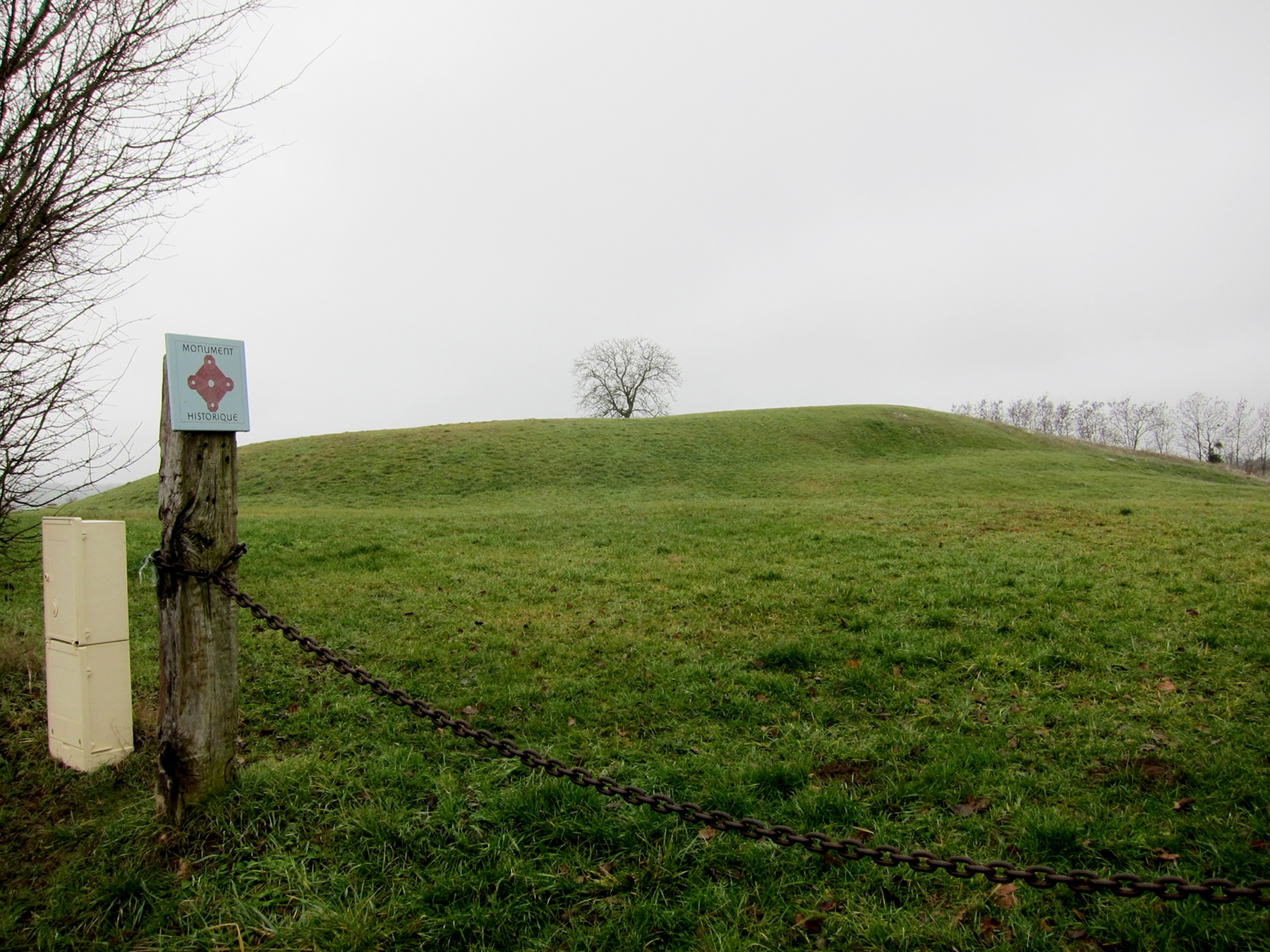
La motte castrale du Châtellier.

- Le bourg a conservé beaucoup de charme, avec ses petites rues (rue du Tripot, rue des Galants, rue Saint-Roch, rue de Mortagne) et places anciennes (place Saint-Roch, place du Général-de-Gaulle, place du Petit-Marché, etc.), organisées autour de la butte du château (motte de 1077). Il subsiste quelques maisons de caractère (la mairie et sa tourelle, l'ancien presbytère, le Chêne Vert, etc.). Il existe encore quatre statues de niches : trois sont dédiées à saint Roch et une à saint Pierre.
- Les manoirs (propriétés privées) : Boiscordes, Vaujours, Brigemont.
- Un château (propriété privée) : Voré, ancienne propriété de Louis Fagon, intendant des finances, puis de Claude-Adrien Helvétius, philosophe du siècle des Lumières.

Les manoirs et le château de Rémalard sont protégés au titre des monuments historiques, partiellement classés ou inscrits.
- En 1980, Philolaos Tloupas a réalisé au collège de Rémalard, un mur sculpté en béton lavé et acier inoxydable. Les architectes du collège sont M. Andrault et P. Parat.
- Motte castrale du Châtellier, à l'extérieur du bourg, inscrite au titre des monuments historiques depuis le 17 novembre 1994[24].
- Motte castrale du Château, au centre de Rémalard, inscrite au titre des monuments historiques depuis le 17 novembre 1994[25].
- La tuilerie de Voré, inscrite au titre des monuments historiques depuis le 18 septembre 1995[26].
- La Grosse Pierre, monument mégalithique situé en forêt, mais sur la commune de Boissy-Maugis.
- Les bornes milliaires de la Route royale (fin du XVIIIe siècle), également présentes sur le territoire de Bellou-sur-Huisne.

## Activité et manifestations

### Associations culturelles
La vie associative est riche, comme dans de nombreuses communes du Perche :
- Maison pour Tous, avec de nombreuses activités sportives (tir à l'arc, tennis de table, etc.) et artistique (peinture, encadrement, etc.).
- Association orgue et patrimoine de Rémalard (APOR) : concerts, expos, etc.
- Rémalard dispose d'une vaste et fonctionnelle salle communale, ainsi que d'une salle de spectacle, utilisée par le Ciné club local.
- Par ailleurs, Rémalard est le siège social de la Fédération des Amis du Perche, société savante de plus de 1 000 membres, au rayonnement interrégional sur tout l'ancien comté du Perche.
- L'association, Hôtel des arts, organisait expositions, concerts et conférences, dans les anciennes dépendances, rénovées, de l'Hôtel de la Poste, ancien relais de poste sur la route de Paris à Angers.
- L'association Artémise, expose en permanence dans sa galerie des œuvres d'artistes et d'artisans d'art.

### Autres associations
- Comité des fêtes (fête communale, spectacles-théâtre, etc.) ;
- Association paroissiale (ARCH) ;
- Association des commerçants (APR) ;
- Comité de la foire d'automne.

### Jumelages
- Castle Cary (Royaume-Uni) depuis 1984.
- Ansford (Royaume-Uni) depuis 1984.

### Sports
Le Football Club Rémalard-Moutiers fait évoluer deux équipes de football en divisions de district.

## Personnalités liées à la commune
- Claude-Adrien Helvétius (1715-1771), propriétaire du château de Voré.
- Pierre-François Jumeau (1811 à Rémalard – 1895 à Longny-au-Perche) créateur des poupées Jumeau. Dans le cadre du bicentenaire de sa naissance, une plaque commémorative a été apposée sur sa maison natale le 2 juillet 2011[28].
- Octave Mirbeau (1848-1917) y a passé sa jeunesse et évoque la région de Rémalard dans un grand nombre de ses Contes cruels et dans plusieurs de ses romans, notamment Le Calvaire (1886) et Sébastien Roch (1890).
- Alfred Bansard des Bois (1848 à Rémalard - 1920), député.
- François Seigneur (1942 à Rémalard - 2019) architecte et scénographe contemporain.